# Сыктывкарская епархия
Сыктывка́рская епа́рхия (коми Сыктывкар епархия) — епархия Русской православной церкви в южной части Республики Коми. Входит в состав Сыктывкарской митрополии.
Кафедральный город — Сыктывкар. Кафедральный собор — Стефановский.

## История
Начало Православию на земле Коми было положено святителем Стефаном Пермским во второй половине XIV века. Он составил зырянскую азбуку, перевёл несколько важнейших богослужебных книг, начал свою проповедь в 1376 году в селении Пырас (Котлас) в 20 верстах от Сольвычегодска. В 1383 году Стефан был поставлен епископом для новопросвещённого народа, чем была создана Пермская епархия с центром в Усть-Выми.
В XIX — начале XX века нынешний епархиальный центр, Сыктывкар, назывался Усть-Сысольском и являлся центром одноименного уезда Вологодской губернии и епархии. Северные районы нынешней Республики Коми относились к Архангельской губернии и епархии.
После 1917 года начались антирелигиозные гонения, храмостроительство было свернуто, и к маю 1941 года не осталось ни одной действующей церкви. Только после Великой Отечественной войны было разрешено открыть три храма.
С конца 1980-х годов началось восстановление православных приходов.
Решением Священного Синода Русской Православной Церкви 7 октября 1995 года была создана новая епархия на территории Республики Коми, будучи выделенной из Архангельской епархии.
16 апреля 2016 года из состава Сыктывкарской епархии выделена Воркутинская епархия.
21 мая 2024 года в рамках празднования Дня коми письменности в Национальной библиотеке Республики Коми была представлена первая полная Библия на языке коми. Библия на коми языке будет передана во все приходские библиотеки, воскресные школы, городские и сельские библиотеки и образовательные учреждения Республики Коми, а также Коми-Пермяцкого округа Пермского края, сообщает Сыктывкарская епархия.
24 июля 2025 года решением Священного синода РПЦ в пределах Республики Коми была образована Сыктывкарская митрополия в составе Сыктывкарской и Воркутинской епархий.

## Епископы
- Питирим (Волочков) (19 декабря 1995 — 24 июня 2025)
- Марк (Давлетов) (24 июня — 24 июля 2025) в/у, архиепископ Воркутинский и Усинский
- Филипп (Новиков) (c 24 июля 2025)

## Благочиния
Епархия разделена на 19 церковных округов:
- Сыктывкарское Центральное благочиние
- Сыктывкарское Эжвинское благочиние
- Сыктывкарское Краснозатонское благочиние
- Сыктывдинское Северное благочиние
- Сыктывдинское Южное благочиние
- Корткеросское благочиние
- Усть-Куломское Западное благочиние
- Усть-Куломское Восточное благочиние
- Сысольское благочиние
- Прилузское благочиние
- Койгородское благочиние
- Усть-Вымское благочиние
- Княжпогостское благочиние
- Удорское благочиние
- Сосногорское благочиние
- Ухтинское благочиние
- Ухтинское Заречное благочиние
- Троицко-Печорское благочиние
- Тюремное благочиние

## Монастыри
- Троице-Стефано-Ульяновский монастырь (мужской)
- Усть-Вымский Михаило-Архангельский монастырь (мужской)
- Важкурский Рождества Пресвятой Богородицы монастырь (мужской)
- Ыбский Серафимовский монастырь (женский)
- Вотчинский Стефано-Афанасьевский монастырь (женский)
- Кылтовский Крестовоздвиженский монастырь (женский)